# Estratificação social
Estratificação social, na sociologia, é um conceito que envolve a "classificação das pessoas em grupos com base em condições socioeconômicas comuns; um conjunto relacional das desigualdades com as dimensões econômicas, social, política e antropológica". Quando as diferenças levam a um status de poder ou privilégio de alguns grupos em detrimento de outros, isso também é chamado de estratificação social. É um sistema pelo qual a sociedade classifica categorias de pessoas em uma hierarquia. A estratificação social é baseada em quatro princípios básicos:
1. É uma característica da sociedade, e não simplesmente um reflexo das diferenças individuais;
2. A estratificação social continua de geração para geração;
3. É universal, mas variável;
4. Envolve não só a desigualdade, mas também crenças.[3]

Há diversas formas de estratificação social na história, como as castas, os estamentos e as classes sociais. Na cultura ocidental moderna, a estratificação é amplamente organizada em classes sociais: classe alta, classe média e classe baixa. Cada uma destas classes podem ser ainda subdivididas em classes menores (por exemplo, ocupação).
Essas categorias não são particulares de sociedades baseadas em estado como distinguido de sociedades feudais compostas da relação nobreza-camponeses. A estratificação pode também ser definida por laços de parentesco ou castas. Para Max Weber, a classe social pertencente amplamente à riqueza material é diferente do status de classe, que é baseado em variáveis tais como a honra, prestígio e filiação religiosa. Talcott Parsons argumentou que as forças de diferenciação social e do seguinte padrão de individualização institucionalizada diminuiria fortemente o papel da classe (como um importante fator de estratificação), assim como toda a evolução (evolucionismo) social. É discutível se o primeiro grupo caçadores-coletores pudesse ser definido como "estratificada", ou se tais diferenciais começou com a revolução agrícola e os grandes intercâmbios entre os grupos. Uma das questões em curso para determinar a estratificação social surge a partir do ponto que as desigualdades de status entre os indivíduos são comuns, por isso se torna uma questão quantitativa para determinar o quanto a desigualdade se qualifica como estratificação.

## Visão sociológica
O conceito de estratificação social é interpretado de forma diferente pelas várias perspectivas teóricas da sociologia. Os defensores da teoria da ação sugeriram que desde que a estratificação social é comumente encontrada nas sociedades desenvolvidas, a hierarquia pode ser necessária a fim de estabilizar a estrutura social. Talcott Parsons, sociólogo americano, afirmou que a estabilidade e a ordem social são regulamentados, em parte, pelo valor universal, embora os valores universais não eram idênticos em "consenso", mas poderiam muito bem ser o impulso para um conflito como tinha sido várias vezes ao longo da história. Parsons nunca alegou que os valores universais e por eles próprios "satisfaziam" os pré-requisitos funcionais de uma sociedade, de fato, a constituição da sociedade foi uma codificação muito mais complicada de fatores históricos emergentes. Pitirim Sorokin, estudioso da estratificação social, colega e crítico de Parsons, afirma que: "qualquer grupo social organizado é sempre um corpo social estratificado. Não existe qualquer grupo social permanente que seja 'plano' e no qual todos os membros são iguais.".
As chamadas teorias do conflito, como o marxismo, apontam para a falta de acesso aos recursos e falta de mobilidade social nas sociedades estratificadas. Muitos teóricos sociológicos têm criticado a medida em que as classes trabalhadoras não são susceptíveis de avançar socioeconomicamente, os ricos tendem a manter o poder político que usam para explorar o proletariado intergeracional. Teóricos como Ralf Dahrendorf, no entanto, notaram a tendência em direção a uma classe média alargada nas sociedades ocidentais modernas, devido à necessidade de uma força de trabalho educada nas economias tecnológicas e de serviço. Várias perspectivas sociais e políticas sobre a globalização, como a teoria da dependência, sugerem que estes efeitos são devidos à mudança de trabalhadores para o terceiro mundo.
Na teoria marxista, o modo de produção capitalista consiste de duas partes econômicas: infraestrutura e superestrutura. Marx via as classes definidas pela relação das pessoas com os meios de produção em duas formas básicas: ou elas possuem bens produtivos ou de trabalho para os outros. Marx descreveu também outras duas classes, a pequena burguesia e o lumpemproletariado. A pequena burguesia é como uma classe pequena empresa que nunca acumula lucro suficiente para se tornar parte da burguesia, ou mesmo desafiar seu poder absoluto. O lumpemproletariado é a parte degradada do proletariado. Isso inclui prostitutas, mendigos, vigaristas, etc. Nenhuma dessas subclasses tem muita influência nos dois sistemas de classes de Marx, mas é útil saber que Marx fez reconhecer as diferenças dentro das classes.
Hermann Heller definiu a estratificação como um tipo de diferenciação social ou sistema de desigualdade estruturada nas coisas que cotonam em uma determinada sociedade, que pode ser bens tangíveis ou simbólicos. Para Kingsley Davis e Wilbert E. Moore a estratificação é universal e a sociedade deve fazer uso de recompensa para o preenchimento de papeis. A abordagem de Davis e Moore  é que toda sociedade deve criar meios de motivar seus trabalhadores mais competentes a preencher as funções mais difíceis e importantes, criando assim uma hierarquia de recompensas que privilegie os encarregadores de tarefas funcionalmente importantes. Isso representa estabelecer um sistema de desigualdade institucionalizada.

## Formas de estratificação
A estratificação social assumiu diversas formas ao longo da história. As principais são as castas, os estamentos e as classes sociais. O aspecto diferencial delas é o grau de mobilidade entre os diferentes estratos. Deste modo, as castas é a forma de estratificação mais fechada e com menor mobilidade entre os estratos, enquanto as classes sociais são as mais abertas.

### Castas

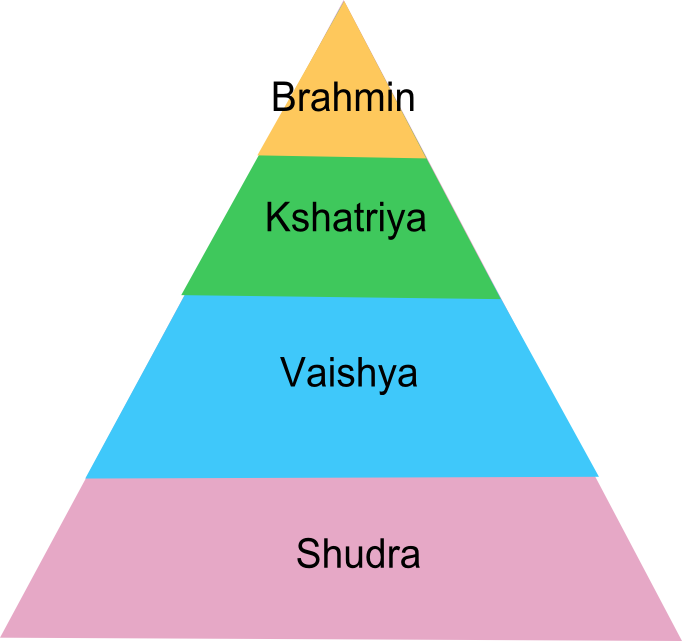
Pirâmide do sistema de castas da Índia. Brâmanes (sacerdotes e letrados). Xátrias (guerreiros). Vaixás (comerciantes). Shudras (camponeses, artesãos e operários). Os Dalits (impuros/intocáveis; não fazem parte da pirâmide.)

Esta forma de estratificação atingiu seu mais alto grau de desenvolvimento na Índia. Apesar de a constituiçãod e 1949 ter, em teoria, abolido as distinções de casta, estas ainda persistem. Kingsley Davis apresenta as seguintes características das castas:
- participação hereditária na casta;
- participação atribuída por toda a vida;
- casamento endogâmico;
- contato limitado com outras castas;
- identificação do indivíduo com a casta;
- a profissão caracteriza a casta;
- cada casta possui grau de prestígio próprio.

### Estamentos

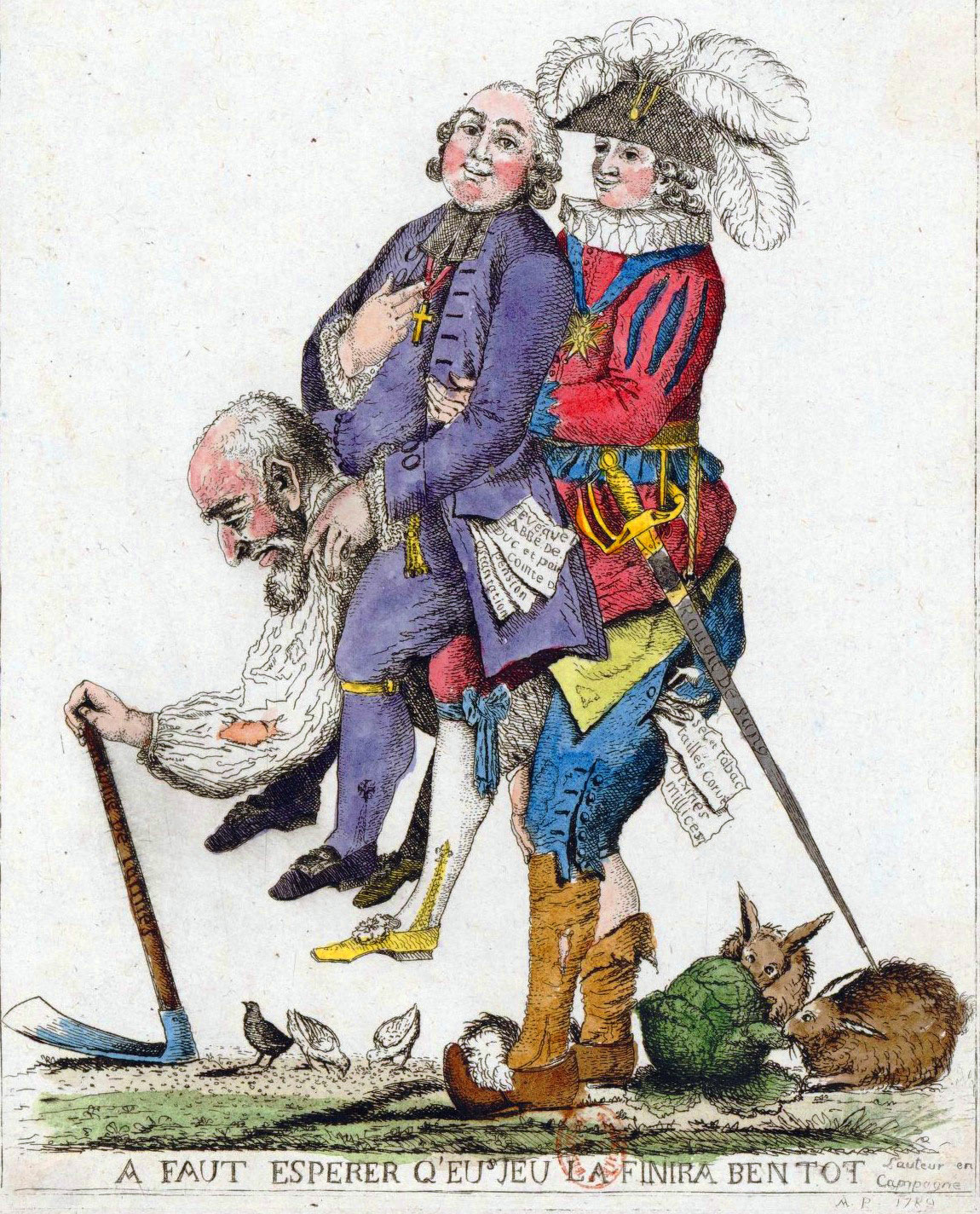
O terceiro estado carregando o primeiro e o segundo estados nas costas.

Exemplos de sociedade estamentais encontram-se na Idade Média, no tempo do feudalismo. Na França, por exemplo, havia três grandes estamentos: a nobreza, o clero, e o terceiro estado, que abarcava a burguesia, os camponeses, e os servos.
Para Sorokin, entre outras características, os estamentos são parcialmente hereditários; são mais abertos que as castas; são solidários na medida em que seus componentes estão ligados por:
- laços de direitos e deveres;
- privilégios e isenções de impostos;
- profissões semelhantes, não tão monopolizadas como no sistema de castas.

### Classes sociais

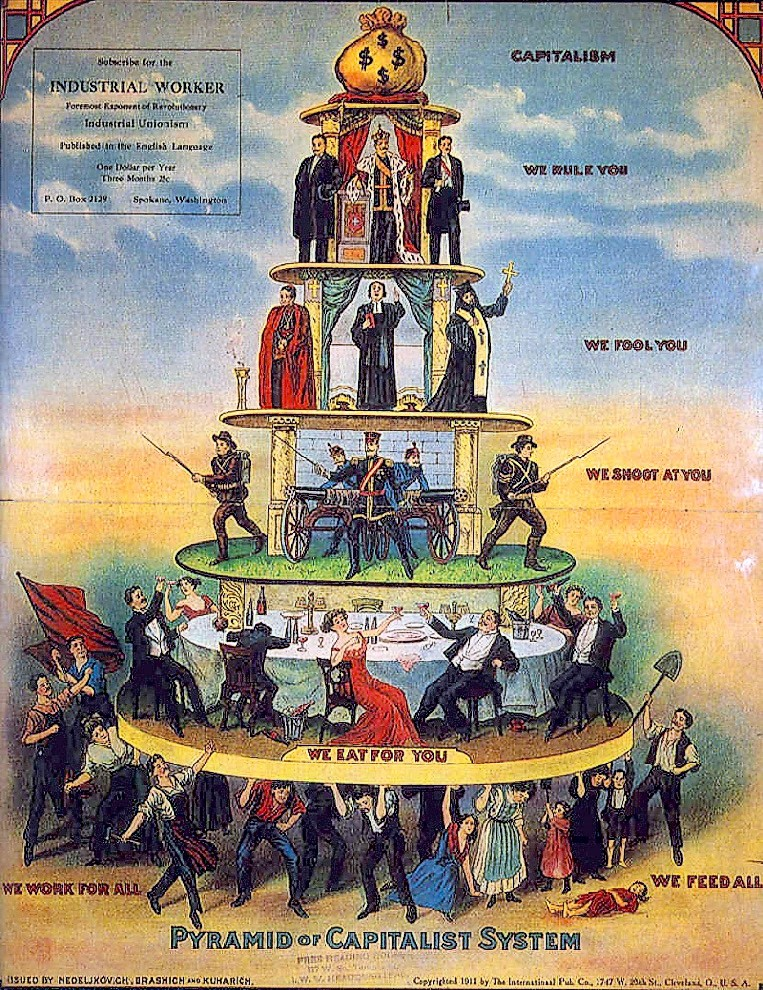
Ilustração "Pirâmide do Sistema Capitalista". É um exemplo de sociedade dividida em classes sociais

Para Sorokin, uma classe social é um grupo:
1. legalmente aberto, mas de fato semifechado;
2. "normal" (ou seja, não é um grupo unido por uma razão extraordinária, fora do comum);
3. solidário;
4. principalmente semiorganizado (às vezes organizado);
5. em parte consciente de sua existência;
6. característico das sociedades ocidentais dos séculos XVIII, XIX e XX; e
7. multivinculado, unido por dois vínculos específicos (ocupacional e econômico) e um de estratificação social (direitos e deveres especiais).

## Estratificação social no Brasil
A sociedade brasileira, como praticamente todas as sociedades modernas ocidentas, é dividida em classes sociais, com um alto grau de desigualdade social

Faixas de renda no Brasil em 2015, de dados do banco Credit Suisse.